# Gregory Jarvis
Pour les articles homonymes, voir Jarvis.
Gregory Bruce Jarvis est un astronaute américain né le 24 août 1944. Le 28 janvier 1986, il est tué dans la catastrophe de Challenger.

## Biographie
Né le 24 août 1944 à Détroit, en 1962, il reçoit un baccalauréat dans le domaine de l'électrotechnique.

## Vols réalisés
Le vol Challenger (STS-51-L) où il trouva la mort était son premier vol spatial.